# La nuit est faite pour... voler
Pour plus de détails, voir Fiche technique et Distribution.
La nuit est faite pour... voler (La notte è fatta per... rubare) est une comédie policière hispano-italienne réalisée par Giorgio Capitani et sortie en 1967.

## Synopsis
Le vieux joaillier Chevalier de Monte-Carlo va se baigner dans la Méditerranée et ne réapparaît jamais. Il laisse derrière lui un bien précieux, une jeune veuve, un neveu en difficulté financière et trois vieilles tantes : une communauté d'héritiers où la jalousie et la zizanie font bientôt rage.
Mais avant de rendre l'âme, le bijoutier fait quelque chose qui complique considérablement la situation : il achète un coffre-fort pour ainsi dire incassable, le coffre-fort le plus sûr du monde. Un tel coffre-fort ne peut toutefois pas intéresser les compagnies d'assurance, car personne ne s'assurerait plus auprès d'elles, ni les perceurs de coffres-forts, car ils risqueraient de perdre leur emploi. D'un autre côté, la société qui a manufacturé le coffre-fort fait tout pour populariser son produit. C'est pourquoi, dans ce film, chaque groupe d'intérêt chasse l'autre : la manufacture s'en prenne aux gangsters et vice versa, les compagnies d'assurance s'en prennent aux vieilles tantes, qui s'en prennent à la police et vice versa, le neveu s'en prend la veuve, la veuve s'en prend au neveu et ainsi de suite. 
La fin laisse la situation en suspens.

## Fiche technique
- Titre français : La nuit est faite pour... voler ou La nuit est faite pour...[1]
- Titre original : La notte è fatta per... rubare[2]
- Réalisation : Giorgio Capitani
- Scenario :	Marcello Fondato, Antonio Navarro Linares
- Photographie :	Roberto Gerardi
- Montage : Giorgio Serralonga
- Musique : Piero Umiliani
- Décors : Flavio Mogherini
- Costumes : Gaia Romanini (it)
- Société de production : Clesi Cinematografica, C.C. Trebol
- Pays de production :  Italie,  Espagne
- Langue originale : Italien
- Format : Couleurs par Technicolor - 2,35:1 - Son mono - 35 mm
- Durée : 100 minutes
- Genre : Comédie policière
- Dates de sortie :
  - Italie : 1er septembre 1967 (Milan)
  - Espagne : 3 juin 1968 (Madrid)
  - France : 21 mai 1969[1]

## Distribution
- Catherine Spaak : Valentine
- Philippe Leroy : George
- Gastone Moschin : Commissaire Simon
- Antonio Casagrande : Totonno
- Pepe Calvo : Martin
- Cesare Gelli : majordome
- Gianni Bonagura (en) : notaire